# 2188 Orlenok
A 2188 Orljonok (ideiglenes jelöléssel 1976 UL4) a Naprendszer kisbolygóövében található aszteroida. Ljudmila Zsuravljova fedezte fel 1976. október 28-án.